# Da Guerra

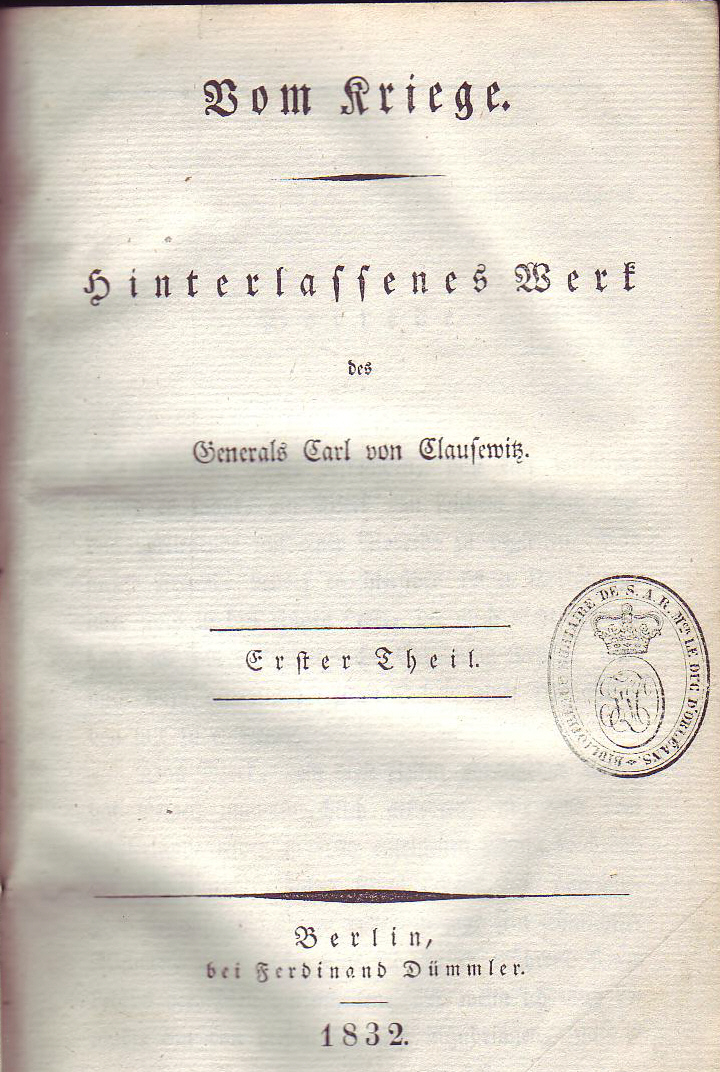
Frontispício da edição de 1832

Da Guerra (em alemão, Vom Kriege) é um livro sobre guerra e estratégia militar do general prussiano Carl von Clausewitz (1780-1831), escrito principalmente após as guerras napoleônicas, entre 1816 e 1830, e publicado postumamente por sua esposa Marie von Brühl em 1832. Da Guerra é um trabalho inacabado. Clausewitz começou a revisar seus manuscritos acumulados em 1827, mas não viveu para terminar a tarefa. Sua esposa editou suas obras coletadas e as publicou entre 1832 e 1835.
Suas obras coletadas em 10 volumes contêm a maior parte de seus escritos históricos e teóricos maiores, embora não seus artigos e papéis mais curtos ou sua extensa correspondência com importantes líderes políticos, militares, intelectuais e culturais do estado prussiano. Da Guerra é formado pelos três primeiros volumes e representa suas explorações teóricas. É um dos tratados mais importantes sobre análise e estratégia político-militar já escrito e permanece controverso e influente no pensamento estratégico.

## História
Clausewitz estava entre aqueles que ficaram intrigados com a maneira como os líderes da Revolução Francesa, especialmente Napoleão, mudaram a condução da guerra por meio de sua capacidade de motivar a população e obter acesso a todos os recursos do estado, desencadeando a guerra em maior escala do que antes visto na Europa. Clausewitz acreditava que as forças morais na batalha tinham uma grande influência em seu resultado. Clausewitz era bem-educado e tinha fortes interesses em arte, história, ciência e educação. Ele foi um soldado profissional que passou uma parte considerável de sua vida lutando contra Napoleão. Ele lutou contra os exércitos revolucionários franceses (1792-1802). Napoleão e Frederico, o Grande, se destacam por terem feito um uso muito eficiente do terreno, do movimento e das forças à sua disposição.
As percepções que obteve com suas experiências políticas e militares, combinadas com uma sólida compreensão da história europeia, forneceram a base para seu trabalho.
Uma riqueza de exemplos históricos é usada para ilustrar suas várias idéias.

## Teoria de Clausewitz

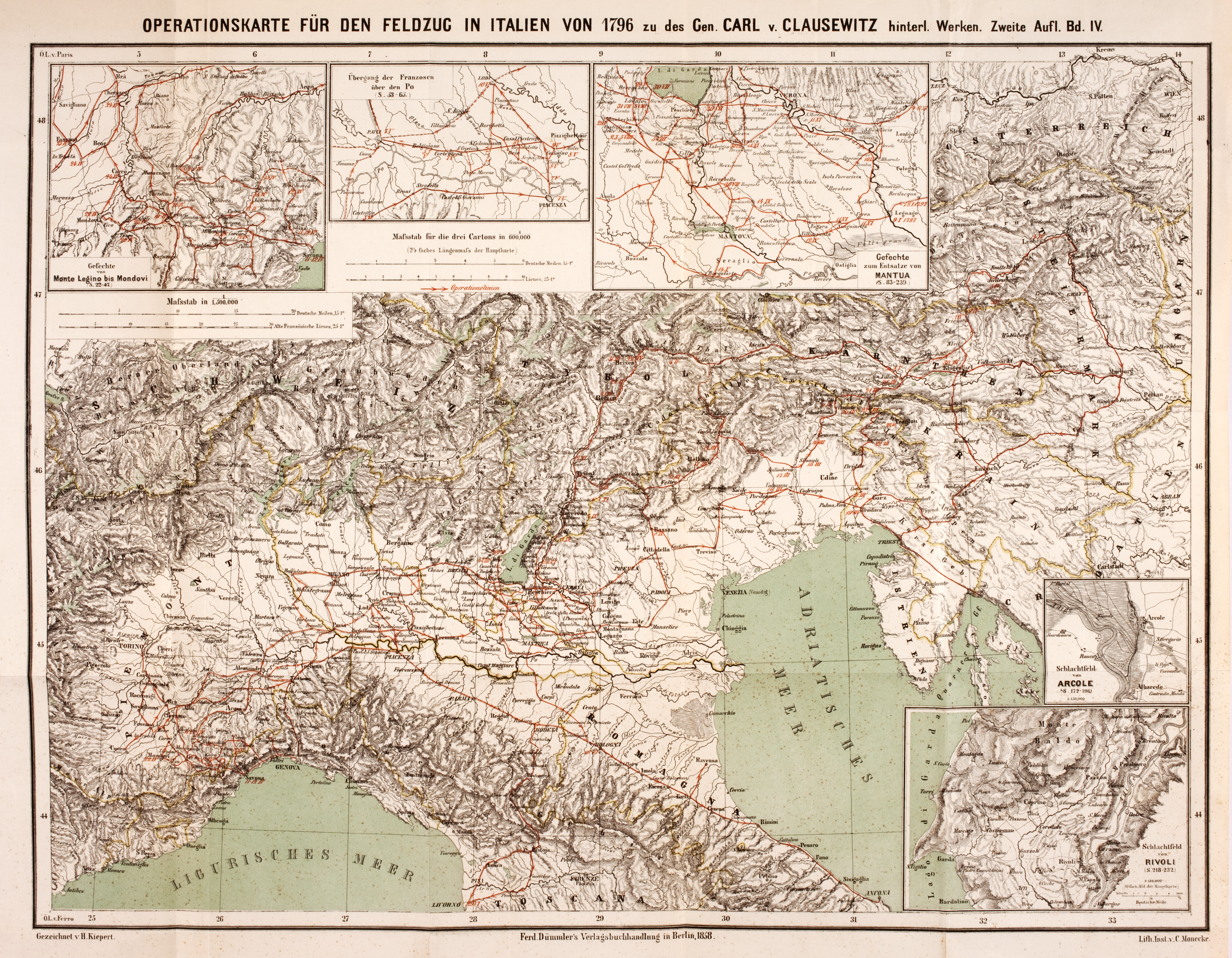
Um mapa operacional da expedição militar de Napoleão à Itália, 1796. Mapa de Clausewitz: Vom Kriege, 1857.

### Definição de guerra
Clausewitz argumentou que a teoria da guerra não pode ser um conselho operacional estrito para generais. Em vez disso, ele queria destacar os princípios gerais que resultariam do estudo da história e do pensamento lógico. Ele argumentou que as campanhas militares só poderiam ser planejadas em um grau muito restrito, porque influências ou eventos incalculáveis, os chamados atritos, tornariam rapidamente obsoleto qualquer planejamento muito detalhado com antecedência. Os líderes militares devem ser capazes de tomar decisões sob pressão de tempo com informações incompletas, pois em sua opinião "três quartos das coisas sobre as quais a ação se baseia na guerra" estão ocultos e distorcidos pela névoa da guerra.
Em seu Bekenntnisschrift de 1812 ("Notas de Confissão"), ele apresenta uma interpretação mais existencial da guerra ao imaginar a guerra como a forma mais elevada de auto-afirmação de um povo. Isso correspondia em todos os aspectos ao espírito da época em que a Revolução Francesa e os conflitos que dela surgiram causaram a evolução de exércitos e guerrilheiros conscritos. Os exércitos populares apoiaram a ideia de que a guerra é uma luta existencial.
Nos anos seguintes, porém, Clausewitz abandonou gradativamente essa visão exaltada e concluiu que a guerra servia de mero instrumento: "Portanto, a guerra é um ato de violência para impor nossa vontade ao inimigo".

### Finalidade, objetivo e meios
Clausewitz analisou os conflitos de sua época ao longo das categorias Finalidade, Meta e Meio. Ele raciocinou que a Finalidade da guerra é a vontade de ser cumprida, o que é determinado pela política. O objetivo do conflito é, portanto, derrotar o oponente a fim de atingir a Finalidade. O objetivo é perseguido com a ajuda de uma estratégia, que pode ser realizada por vários meios, como a derrota ou a eliminação das forças armadas adversárias ou por meios não militares (como propaganda, sanções econômicas e isolamento político). Assim, qualquer recurso do corpo e da mente humanos e todos os poderes morais e físicos de um estado podem servir como meios para atingir o objetivo definido.
Uma das citações mais conhecidas de Clausewitz resume essa ideia: "A guerra é uma mera continuação da política por outros meios".
Essa citação por si só permite a interpretação de que os militares vão assumir o controle da política assim que a guerra começar, como, por exemplo, o Estado-Maior alemão fez durante a Primeira Guerra Mundial. No entanto, Clausewitz postulou a primazia da política e neste contexto elaborado: “[…], afirmamos que a guerra nada mais é do que uma continuação do processo político por meio da aplicação de outros meios. Aplicando outros meios, afirmamos simultaneamente que o processo político não termina com a conclusão da guerra ou está se transformando em algo totalmente diferente, mas que continua a existir e a prosseguir na sua essência, independentemente dos meios que possa utilizar”.
De acordo com Azar Gat, a "mensagem geral" do livro era que "a condução da guerra não poderia ser reduzida a princípios universais [e é] dominada por decisões políticas e forças morais". Essas conclusões básicas são essenciais para a teoria de Clausewitz:
- A guerra nunca deve ser vista como tendo um propósito em si mesma, mas como um instrumento político: "A guerra não é apenas um ato político, mas um verdadeiro instrumento político, uma continuação do processo político, uma aplicação por outros meios."
- Os objetivos militares na guerra que apoiam os objetivos políticos de alguém se enquadram em dois tipos amplos: "guerra para atingir objetivos limitados" e guerra para "desarmar" o inimigo: "para torná-lo politicamente indefeso ou militarmente impotente".
- Tudo o mais sendo igual, o curso da guerra tenderá a favorecer o partido com as motivações emocionais e políticas mais fortes, especialmente o defensor.[1]

Algumas das idéias-chave (não necessariamente originais de Clausewitz ou mesmo de seu mentor, Gerhard von Scharnhorst) discutidas em Da Guerra incluem (sem nenhuma ordem particular de importância):
- a abordagem dialética da análise militar
- os métodos de "análise crítica"
- os usos e abusos dos estudos históricos
- a natureza do mecanismo de equilíbrio de poder
- a relação entre objetivos políticos e objetivos militares na guerra
- a relação assimétrica entre ataque e defesa
- a natureza do "gênio militar"
- a "trindade fascinante" (Wunderliche Dreifaltigkeit) da guerra
- distinções filosóficas entre "guerra absoluta ou ideal" e "guerra real"
- na "guerra real", os polos distintivos de a) guerra limitada e b) guerra para "tornar o inimigo indefeso"
- "guerra" pertence fundamentalmente ao reino social, ao invés dos reinos da arte ou ciência
- "estratégia" pertence principalmente ao reino da arte
- "táticas" pertence principalmente ao domínio da ciência
- a imprevisibilidade essencial da guerra
- a "névoa da guerra"
- "atrito"
- "centros de gravidade" estratégicos e operacionais
- o "ponto culminante da ofensiva"
- o "ponto culminante da vitória"

Clausewitz usou um método dialético para construir seu argumento, o que levou a frequentes interpretações errôneas porque ele explora várias idéias frequentemente opostas antes de chegar a conclusões.
As percepções modernas de guerra são baseadas nos conceitos que Clausewitz apresentou em Da Guerra, mas eles foram interpretados diversamente por vários líderes (como Moltke, Vladimir Lenin, Dwight Eisenhower, e Mao Zedong), pensadores, exércitos e povos. A doutrina, a organização e as normas militares modernas ainda são baseadas em premissas napoleônicas, mas se as premissas são necessariamente também "Clausewitzianas" é discutível.
O "dualismo" da visão de Clausewitz da guerra (que as guerras podem variar muito entre os dois "polos" que ele propôs, com base nos objetivos políticos dos lados opostos e no contexto) parece ser bastante simples, mas poucos comentadores estavam dispostos a aceitar essa variabilidade crucial. Eles insistem que Clausewitz "realmente" defendeu um ou outro extremo da escala. Da Guerra foi visto por alguns críticos proeminentes como um argumento a favor da "guerra total".
Foi culpado pelo nível de destruição envolvido na Primeira e na Segunda Guerra Mundial, mas parece que Clausewitz, que não usou o termo "guerra total", apenas previu o desenvolvimento inevitável que começou com o enorme, exércitos com motivação patriótica das guerras napoleônicas. Eles resultaram (embora a evolução da guerra ainda não tenha terminado) no bombardeio atômico de Hiroshima e Nagasaki, com todas as forças e capacidades do estado dedicadas a destruir as forças e capacidades do estado inimigo (portanto, "guerra total"). Por outro lado, Clausewitz também foi visto como "O mais proeminente estrategista militar e político da guerra limitada nos tempos modernos".
Clausewitz e seus proponentes foram severamente criticados por outros teóricos militares, como Antoine-Henri Jomini no século XIX, BH Liddell Hart em meados do século XX, e Martin van Creveld e John Keegan mais recentemente. Da Guerra é um trabalho enraizado exclusivamente no mundo do estado-nação, afirma o historiador Martin van Creveld, que alega que Clausewitz considera o estado "quase garantido", já que ele raramente olha para algo antes da Paz de Westfália, e a guerra medieval é efetivamente ignorada na teoria de Clausewitz. Ele alega que Clausewitz não aborda nenhuma forma de conflito intra/supraestado, como rebelião e revolução, porque ele não poderia teoricamente explicar a guerra antes da existência do estado.
Os conflitos anteriores foram rebaixados a atividades criminosas sem legitimidade e não dignas do rótulo de "guerra". Van Creveld argumenta que a "guerra de Clausewitz" exige que o estado aja em conjunto com o povo e o exército, tornando-se o estado um motor maciço construído para exercer força militar contra um oponente idêntico. Ele apoia essa afirmação apontando para os exércitos convencionais existentes ao longo do século XX. No entanto, revolucionários como Karl Marx e Friedrich Engels inspiraram-se nas ideias de Clausewitz.

## Influência e Interpretações Conflitantes
As percepções modernas da guerra baseiam-se nos conceitos apresentados por Clausewitz em Da Guerra, mas têm sido interpretadas de maneira diversa por vários líderes (como Moltke, Vladimir Lenin, Dwight Eisenhower e Mao Zedong), pensadores, exércitos e povos. A doutrina, organização e normas militares modernas continuam fundamentadas em pressupostos napoleônicos, mas se esses pressupostos são necessariamente também "clausewitzianos" é debatível.
Alguns críticos proeminentes interpretaram Da Guerra como um argumento a favor da "guerra total". O livro tem sido culpado pelo nível de destruição envolvido na Primeira e na Segunda Guerra Mundial, mas parece que Clausewitz (que na verdade não utilizou o termo "guerra total") apenas previu os desenvolvimentos inevitáveis iniciados pelos enormes exércitos motivados pelo patriotismo da era napoleônica. Esses desenvolvimentos resultaram (embora a evolução da guerra ainda não tenha terminado) no bombardeio atômico de Hiroshima e Nagasaki, com todas as forças e capacidades do Estado dedicadas a destruir as forças e capacidades do Estado inimigo (ou seja, "guerra total"). Por outro lado, Clausewitz também tem sido visto como "O estrategista militar e político preeminente da guerra limitada nos tempos modernos".
O "dualismo" da visão de guerra de Clausewitz (isto é, que as guerras podem variar consideravelmente entre os dois "polos" que ele propôs, com base nos objetivos políticos dos lados opostos e no contexto) parece ser simples o suficiente, mas poucos comentaristas estão dispostos a aceitar essa variabilidade crucial. Eles insistem que Clausewitz "realmente" argumentou a favor de um dos extremos do espectro. O uso por Clausewitz de um método dialético para construir seu argumento levou a frequentes interpretações modernas equivocadas, pois ele supostamente explorava diversas ideias – frequentemente opostas – antes de chegar a conclusões.
No entanto, segundo Gat, as interpretações opostas de Clausewitz têm raízes na própria jornada conceitual do autor. O elemento central da teoria da guerra de Clausewitz, ao longo de sua vida, foi seu conceito de combate total e conduta enérgica que levava à grande batalha de aniquilação. Ele acreditava que tal conduta expressava a própria “natureza” ou “espírito duradouro” da guerra. Consequentemente, Clausewitz menosprezava a importância da manobra, da surpresa e da astúcia na guerra, por desviar o foco da centralidade da batalha, e argumentava que a defesa era legítima apenas se, e enquanto, alguém fosse mais fraco que o inimigo.
No entanto, nos últimos anos de sua vida, após os primeiros seis dos oito livros de Da Guerra já terem sido redigidos, Clausewitz passou a reconhecer que esse conceito não era universal e que nem sequer se aplicava às Guerras Napoleônicas, o modelo supremo de sua teoria da guerra. Isso foi demonstrado pelas campanhas espanhola e russa e pela guerra de guerrilha, em todas as quais a batalha era sistematicamente evitada. Consequentemente, a partir de 1827, Clausewitz reconheceu a legitimidade da guerra limitada e explicou isso pela influência da política, que canalizava a natureza ilimitada da guerra para servir a seus objetivos. Clausewitz morreu em 1831 antes de concluir a revisão que planejava nesse sentido. Ele incorporou suas novas ideias apenas no final do Livro VI, no Livro VIII e no início do Livro I de Da Guerra. Como resultado, quando publicado, Da Guerra abrangeu tanto suas ideias antigas quanto as novas, que se contradiziam.

Assim, contrariamente às interpretações comuns de Da Guerra, Gat aponta que as visões transformadas de Clausewitz quanto à relação entre política e guerra e à admissão da guerra limitada em sua teoria constituíram uma reviravolta em relação à sua visão fundamental de toda a sua vida sobre a natureza da guerra. Gat argumenta ainda que a incompreensão dos leitores sobre a teoria em Da Guerra como sendo completa e dialética, em vez de um rascunho em processo de uma mudança radical de pensamento, gerou uma variedade de reações. Pessoas de cada época encontraram em Da Guerra o Clausewitz que se adequava às suas próprias visões sobre a guerra e sua condução. Entre 1870 e 1914, ele foi celebrado principalmente por sua ênfase no confronto de forças e na batalha decisiva, bem como pelo destaque dado às forças morais. Em contraste, após 1945, durante a era nuclear, sua reputação alcançou um segundo auge devido à sua posterior aceitação da primazia da política e do conceito de guerra limitada.